# Bedono (Jambu)
Bedono is een bestuurslaag in het regentschap Semarang van de provincie Midden-Java, Indonesië. Bedono telt 8718 inwoners (volkstelling 2010).